# فرزندان خون و استخوان (فیلم)
فرزندان خون و استخوان (انگلیسی: Children of Blood and Bone) فیلمی فانتزی محصول ایالات متحده آمریکا به کارگردانی جینا پرینس-بایدوود است که فیلم‌نامهٔ آن را به همراه تومی ادیه‌می نوشته و بر اساس رمان هم‌نام او از سال ۲۰۱۸ ساخته شده است. این فیلم با بازی توسو امبدو، توسین کول، آماندلا استنبرگ، دامسون ایدریس، لاشانا لینچ، ادریس البا، چیویتل اجیوفور، سینتیا اریوو، وایولا دیویس، آیرا استار و رجینا کینگ است. فرزندان خون و استخوان قرار است توسط پارامونت پیکچرز در ایالات متحده در ۱۵ ژانویه ۲۰۲۷ اکران شود.

## بازیگران
- توسو امبدو
- توسین کول
- آماندلا استنبرگ
- دامسون ایدریس
- لاشانا لینچ
- ادریس البا
- چیویتل اجیوفور
- سینتیا اریوو
- وایولا دیویس
- رجینا کینگ
- آیرا استار
- تم فاگنل

## تولید

### توسعه
پیش از انتشار، رمان فرزندان خون و استخوان نوشتهٔ تومی ادیه‌می در مارس ۲۰۱۷ توسط فاکس ۲۰۰۰ پیکچرز و تمپل هیل انترتینمنت برای اقتباس سینمایی پیش‌خرید شد و در فوریهٔ ۲۰۱۹ اعلام شد که ریک فاموییوا کارگردانی آن را برعهده خواهد داشت.
پس از آنکه شرکت والت دیزنی در مارس ۲۰۱۹ مالکیت شرکت فاکس قرن بیست و یکم را نهایی کرد و در پی آن فاکس ۲۰۰۰ تعطیل شد، این پروژه به لوکاس‌فیلم منتقل گردید و بدین ترتیب اولین پروژهٔ لایواکشن اصلی این استودیو پس از پیوستن به دیزنی در سال ۲۰۱۲ رقم خورد. در اوت ۲۰۱۹ اعلام شد که کی اویگن فیلم‌نامهٔ فیلم را خواهد نوشت. در سپتامبر ۲۰۱۹، آلن هورن، رئیس والت دیزنی استودیوز، در گفت و گویی با هالیوود ریپورتر تأیید کرد که کاتلین کندی، رئیس لوکاس‌فیلم، همراه با اِما واتز، مدیر ارشد استودیوی خواهر خود یعنی فاکس قرن بیستم، روی توسعهٔ فیلم همکاری می‌کنند. با این حال، پاییز ۲۰۲۱ لوکاس‌فیلم پروژه را در چرخهٔ بازگشت قرار داد. بر اساس گزارش هالیوود ریپورتر، ادیه‌می از روند کند کار اقتباسی ناراضی شده و خواستار نویسندگی فیلم‌نامه شده بود که از سوی لوکاس‌فیلم رد شد. از آنجا که لوکاس‌فیلم می‌خواست تمرکز خود را روی دارایی‌های فکری خود مانند جنگ ستارگان، ایندیانا جونز و بید حفظ کند، اجازه داد حقوق اقتباس فرزندان خون و استخوان منقضی شود.
تا ژانویهٔ ۲۰۲۲، پارامونت پیکچرز حقوق انحصاری اکران سینمایی را به دست آورد و تمپل هیل انترتینمنت همراه با سانس‌سوپت انترتینمنت تولید فیلم را برعهده گرفت؛ ادیه‌می نیز فیلم‌نامه را خواهد نوشت و به عنوان تهیه‌کننده اجرایی فعالیت خواهد کرد. در دسامبر ۲۰۲۳، جینا پرینس-بایدوود برای کارگردانی و بازنویسی فیلم‌نامه به این پروژه پیوست.

### فیلم‌برداری
در فوریهٔ ۲۰۲۵، پست اینستاگرامی ادیه‌می نشان داد که فیلم‌برداری اصلی در لاگوس آغاز شده است.

## انتشار
فرزندان خون و استخوان قرار است در ایالات متحده در ۱۵ ژانویه ۲۰۲۷ اکران شود و نمایش‌هایی در آی‌مکس نیز خواهد داشت.